# Eszperantó irodalom
Az eszperantó irodalom eszperantó nyelven írt irodalom. A kifejezést különösen az eredeti irodalomra használják, amely magába foglalja a prózát, a költészetet és más műfajokat, például a színházat vagy az esszét. Néha más nyelvekről lefordított irodalom is szóba kerül, bár az eszperantó irodalomról szóló konkrét cikkek, esszék vagy könyvek általában csak az eredeti irodalommal foglalkoznak, a fordításokkal nem. 
Az eszperantó nyelvű irodalom a globális irodalom különféle hagyományaira épül nemzeti nyelven, nem csak egy vagy néhány nyelven. Egyesek úgy vélik, hogy az eszperantó irodalom apránként sajátos jellegzetességeket szerzett, amelyek változó intenzitással nyilvánulnak meg szerzőiben, de ez a vélemény továbbra sem bizonyított. Ugyanez vonatkozik arra az állításra is, hogy az eszperantó irodalom egy sajátos eszperantó kultúra létezésének bizonyítéka. Az eszperantó nyelvű irodalom azonban bizonyítja a nyelv elevenségét és fejlődő képességét. Csak ezen a tervezett nyelven születhet ilyen fontos irodalom, olyan szerzőkkel, mint Kalocsay Kálmán, Baghy Gyula és William Auld. A tervezett nyelvek közül a fordítások tekintetében is az eszperantó rendelkezik a leggazdagabb irodalmi hagyományokkal. Ráadásul irodalma a tudomány és a kommunikáció szempontjából is fontosnak bizonyul.

## Az eszperantó irodalom korszakai
Különböző szerzők javasolták az eszperantó irodalom különböző időszakokra való felosztását, például Benczik Vilmos (en Studoj pri la Esperanta literaturo - Tanulmányok az eszperantó irodalomról, Takasago-si: La Kritikanto, 1980), Lariko Golden (Ĉu la kvara periodo? Originala Esperanta literaturo en la naŭdekaj jaroj - A negyedik időszak? Eredeti eszperantó irodalom a kilencvenes években, Budapest , 2002) vagy Jukka Pietiläinen (La kvara periodo en Esperanta literaturo - A negyedik időszak az eszperantó irodalomban, in Fonto 277 (2004), 9–12. o.). A legalaposabb és legrészletesebb javaslatok azonban először William Auldnál, majd évekkel később Geoffrey Suttonnál találhatók:
Az eszperantó antológiában. Versek 1887-1981, Auld az eszperantó irodalom történetét 4 korszakra osztja:
1. 1887-től 1921-ig: Primitív romantika,
2. 1921-től 1931-ig: Érett romantika,
3. 1931-től 1956-ig: Parnasszizmus,
4. 1956-tól 1981-ig: Posztparnasszizmus.

Sutton szerint a BK díjnyertes esszéjében „Az eszperantó irodalom időszakairól” (BA1-ben) és a Concise Encyclopedia of the Original Literature of Esperanto 1887-2007 5 periódus különböztethető meg:
1. 1887-től 1920-ig: Primitív romantika és stílusalapok,
2. 1921-től 1930-ig: Érett romantika és az irodalom virágzása,
3. 1931-től 1951-ig: Parnasszizmus és felnőttkor,
4. 1952-től 1974-ig: A posztparnasizmus és a modernitás,
5. 1975 után: Kísérleti költészet, a regény népszerűsítése, posztmodern irodalom.

Lariko Golden szerint 1991-ben a posztmodern irodalom megjelenésével új időszak következett.
A művek és írók csoportosításának másik módja az Iskola szerinti csoportosítás. Íme néhány gyakoribb hivatkozás:
- Budapesti iskola
- Skót iskola
- Moszkvai iskola
- Ibériai iskola (lásd még Spanyol Opus)
- Az őrjárat

## Fordítás
- Ez a szócikk részben vagy egészben  az   Esperanta literaturo című eszperantó Wikipédia-szócikk ezen változatának fordításán alapul.  Az eredeti cikk szerkesztőit annak laptörténete sorolja fel. Ez a jelzés csupán a megfogalmazás eredetét és a szerzői jogokat jelzi, nem szolgál a cikkben szereplő információk forrásmegjelöléseként.